# .iq
.iq je vrhovna internetska domena (country code top-level domain - ccTLD) za Irak. Domenom upravlja Mrežni informacijski centar Iraka.

## Vanjske poveznice
- IANA .iq whois informacija  Arhivirana inačica izvorne stranice od 15. kolovoza 2000. (Wayback Machine)